# Echoes of a Summer
Pour plus de détails, voir Fiche technique et Distribution.
Echoes of a Summer est un film américain réalisé par Don Taylor sorti en 1976.

## Synopsis
Une fille de onze ans possède une maladie cardiaque incurable. Ses parents, n'ayant trouvé aucun spécialiste du cœur, décident de partir au Canada pour préparer ses derniers jours.

## Fiche technique
- Titre  : Echoes of a Summer
- Réalisation : Don Taylor
- Scénario : Robert L. Joseph
- Musique : Terry James
- Photographie : John Coquillon
- Montage : Michael F. Anderson
- Langue : anglais
- Durée : 88 minutes
- Date de sortie : 
  - États-Unis : avril 1976

## Distribution
- Richard Harris : Eugene Striden
- Lois Nettleton : Ruth Striden
- Geraldine Fitzgerald : Sara
- William Windom : Dr. Hallet
- Jodie Foster : Deirdre Striden
- Brad Savage : Philip